# Trực tiếp hóa quyền lực Đức

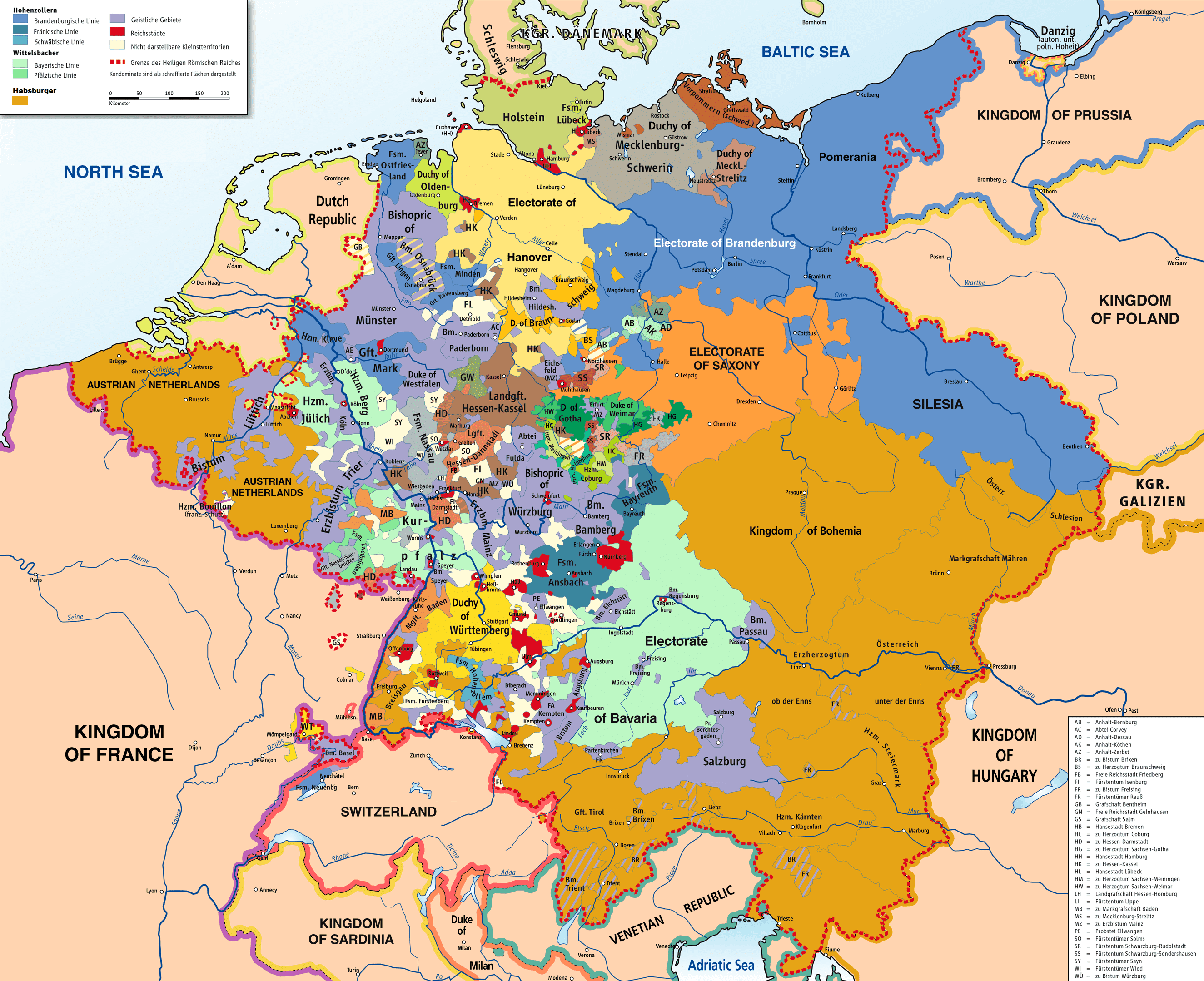
Bản đồ Đế quốc La Mã Thần thánh 1789

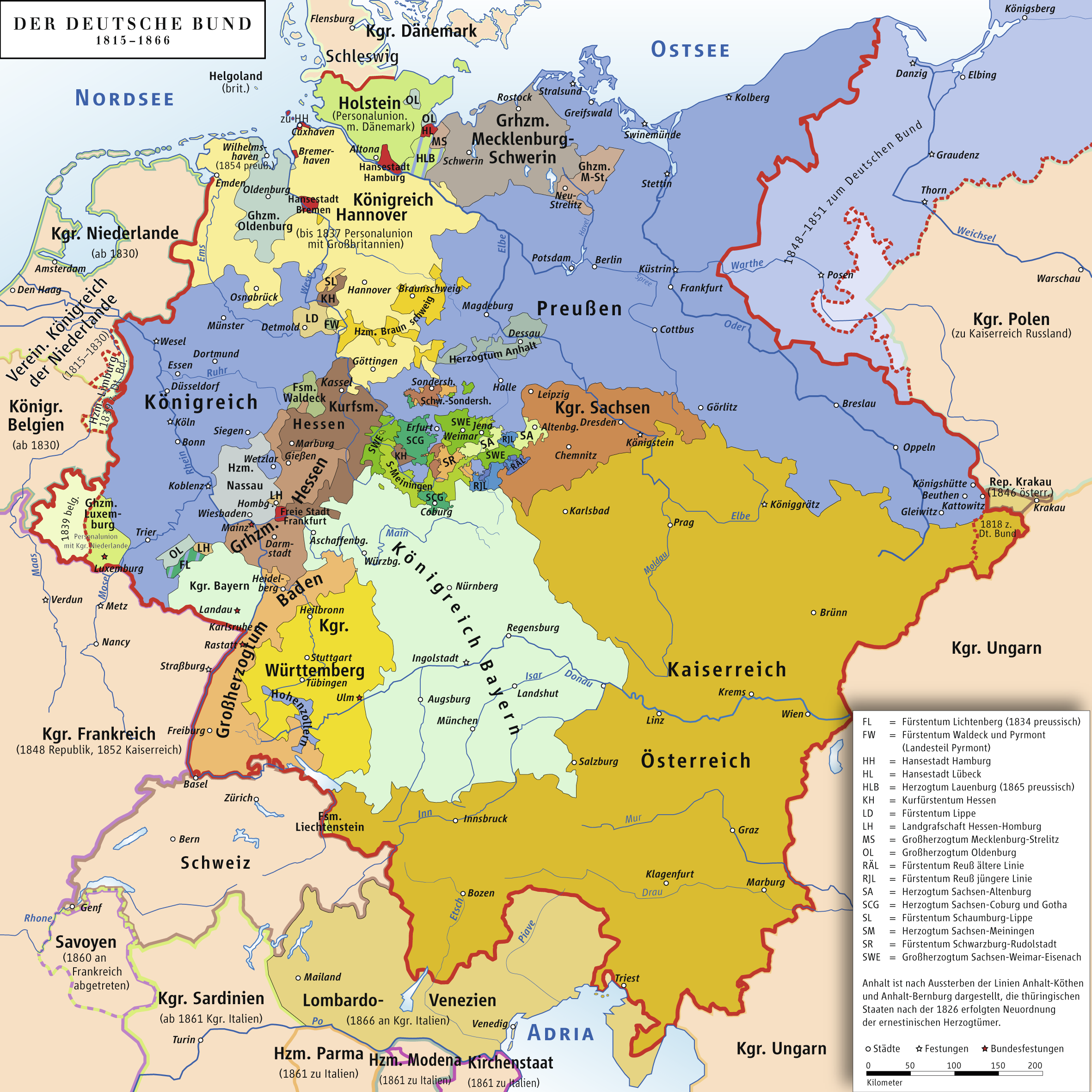
The Liên minh các quốc gia Đức sau 1815, kết quả của cuộc trực tiếp hóa trong các chiến tranh Napoleon

Trực tiếp hóa quyền lực Đức (tiếng Đức: deutsche Mediatisierung) là cuộc tái cơ cấu lãnh thổ lớn lao diễn ra từ năm 1802 đến năm 1814 ở Đức và khu vực xung quanh thông qua trực tiếp hóa quyền lực hàng loạt và thế tục hóa  một số lượng lớn các bất động sản đế quốc. Hầu hết các công quốc giáo phận, các thành phố đế quốc tự do, các chính thể thế tục và các thực thể tự trị nhỏ khác của Đế quốc La Mã Thần thánh đã mất địa vị độc lập và bị nhập vào các bang còn lại. Vào cuối quá trình trực tiếp hóa, số lượng các bang của Đức đã giảm từ gần 300 xuống chỉ còn 39.
Theo nghĩa chặt chẽ của từ này, trực tiếp hóa bao gồm việc nhập lại một số lãnh thổ đế quốc gián tiếp (có quyền tự trị) vào một bang khác, do đó trở thành trực tiếp, trong khi nói chung để lại cho những người cai trị bị tước đoạt lãnh thổ một số tài sản riêng và một số đặc quyền và các quyền phong kiến, chẳng hạn như công lý thấp. Để thuận tiện, các nhà sử học sử dụng thuật ngữ trực tiếp hóa cho toàn bộ quá trình tái cấu trúc diễn ra vào thời điểm đó, cho dù các bang bị trực tiếp hóa tồn tại dưới một hình thức nào đó hay mất đi tất cả các quyền lợi. Việc thế tục hóa các công quốc giáo phận diễn ra đồng thời với việc trực tiếp hóa các thành phố đế quốc tự do và các bang thế tục khác.
Việc trực tiếp hóa hàng loạt và thế tục hóa các bang Đức diễn ra vào thời điểm đó không phải do người Đức khởi xướng. Nó chịu áp lực ngoại giao và quân sự không ngừng từ nước Pháp cách mạng và Napoléon. Nó tạo thành sự phân chia lại tài sản và lãnh thổ rộng rãi nhất trong lịch sử nước Đức trước năm 1945.